# حاجي أباد درة صيدي (درة صيدي)
حاجي أباد درة صیدي (بالفارسية: حاجی‌آباد دره صیدی) هي مستوطنة تقع في إيران في قسم درة صیدي الريفي. يقدر عدد سكانها بـ 52 نسمة .